# Messerschmitt P.1101
Il Messerschmitt P.1101 era un prototipo di caccia intercettore ognitempo tedesco monoposto sviluppato per rispondere alla richiesta del luglio 1944 per un caccia di emergenza, che doveva formare la seconda generazione di jet per il Terzo Reich. Una caratteristica del prototipo del P.1101 era che la freccia alare poteva essere regolata prima del volo, facendo di questo aereo il precursore dei moderni velivoli da combattimento con ala a geometria variabile, come ad esempio l'F-14 Tomcat.

## Storia del progetto
Il 15 luglio 1944 l'alto comando della Luftwaffe emise i requisiti relativi ad un "caccia di emergenza" (Jägernotprogramm), dotato di propulsione a reazione in grado di garantire il raggiungimento di una velocità di circa 1.000 km/h. 
Nove giorni dopo l'emissione ufficiale dei requisiti l'ingegnere Hans Hornung, dell'ufficio tecnico della Messerschmitt AG, aveva già steso la bozza su carta del progetto P.1101. L'aereo inizialmente sviluppato disponeva di un turboreattore Heinkel HeS 109-011 da 1 300 kg/s, con due prese d'aria di alimentazione di forma rotonda, disposte anteriormente sui lati dell'abitacolo. Quest'ultimo era posizionato nella parte anteriore della fusoliera, dotato di cappottina completamente integrata nel muso rotondo dell'aereo. Il velivolo era un monoplano, con ala media avente configurazione a doppio delta, e angolo di freccia di 40° alla radice e di 26° alle estremità. La fusoliera era corta e larga, dotata di impennaggi di coda a V montati su un'asta affusolata che si estendeva sopra l'ugello del motore. Il carrello di atterraggio era triciclo anteriore, completamente retrattile. L'armamento previsto si basava su due cannoni Rheinmetall-Borsig Mk 108 da 30 mm posizionati nella parte anteriore della fusoliera, e il velivolo poteva trasportare in emergenza una bomba da 500 kg. Dopo l'esame preliminare del progetto, avvenuto nell'agosto 1944, l'aereo venne accantonato dalle autorità militari tedesche.
L'ingegnere Willy Messerschmitt però credeva fortemente in tale aereo, e durante un incontro di lavoro avvenuto tra l'8 ed il 10 settembre 1944, diede l'incarico agli ingegneri Hans Hornblug e Woldemar Voigt di riprogettare completamente il precedente velivolo. Alla fine del mese di settembre il progetto preliminare del P.1101 si era fortemente evoluto: la precedente fusoliera, di forma tozza e molto robusta, era stata allungata e resa più aerodinamica, ed inoltre venne aggiunto un muso a sezione conica davanti alla cabina di pilotaggio. Anche l'ala a doppio delta fu abbandonata, ed al suo posto venne installata quella già sperimentata del caccia Me 262. Il nuovo armamento previsto per l'aereo si basava su varie combinazioni: due cannoni Rheinmetall-Borsig MK 108 da 30m m nella parte anteriore della fusoliera, e un Mauser MG-151/20 da 20 mm, o Rheinmetall-Borsig Mk 103 da 30 mm o Mk 112 da 55 mm posizionato obliquamente all'interno. 
Il disegno venne ulteriormente sviluppato e dopo i test in galleria del vento di alcune ali e fusoliere, il progetto venne modificato e dichiarato concluso, con la decisione, presa privatamente da Messerschmitt nell'ottobre 1944, di intraprendere la costruzione di un aereo in scala 1:1 per effettuare i collaudi in volo. La conclusione del progetto e i test associati furono sottoposti alla Construction Bureau il 10 novembre 1944, e la selezione dei materiali di produzione iniziò il 4 dicembre 1944.

## Tecnica
Il prototipo del P.1101 V1 era costituito da una fusoliera in duralluminio, alla quale erano montate le ali del Messerschmitt Me 262, con l'angolo alare che poteva essere modificato a terra, sganciando e bloccando dei perni, in tre diverse posizioni: 35, 40 o 45 gradi Le due prese d'aria montate nei primi disegni ai lati della fusoliera furono sostituite da una singola presa d'aria posizionata nella parte centrale del muso, mentre la cappottina integrata all'interno della fusoliera fu sostituita da una a goccia, che offriva al pilota una migliore visuale. Il prototipo di produzione P.1101 V1 includeva anche i classici impennaggi di coda cruciformi, costruiti in legno e montati, come da progetto, su una lunga asta affusolata. Il carrello di atterraggio era triciclo anteriore retrattile, con le gambe principali posizionate nelle radici alari che si ritraevano verso l'interno della fusoliera. Il ruotino anteriore, dotato di singola ruota sterzabile, si ritraeva sotto la parte anteriore della fusoliera, ripiegandosi su se stesso.
Il propulsore prescelto fu il potente HeS 109-011 erogante 1 300 kg/s. Il carburante trasportato, suddiviso in cinque serbatoi, era pari a 1 360 litri. Inoltre sugli eventuali modelli di produzione avrebbero dovuto essere installati un abitacolo pressurizzato, dotato di cappottina corazzata, una radio ricetrasmittente ed un impianto IFF FuG 25.
L'armamento previsto si basava su due cannoni Rheinmetall-Borsig MK 108 calibro 30 mm posizionati nella parte anteriore della fusoliera. Per effettuare missioni di intercettazione contro i bombardieri pesanti venne prevista l'installazione di 4 missili aria-aria Ruhrstahl X-4.

## Impiego operativo
Il peggioramento della situazione bellica tedesca portò in tutta fretta allo sviluppo, sebbene considerato rischioso, di un prototipo del nuovo caccia in scala 1:1, da effettuarsi in parallelo alla costruzione in dettaglio e ai calcoli statici. Per quanto possibile furono utilizzati componenti già esistenti come ali, carrello di atterraggio e strumentazione di volo, appartenenti ad altri tipi di velivoli già in uso. Si pianificò anche di condurre alcuni voli di collaudo con angolo di freccia di 35, 40 o 45 gradi. La costruzione del prototipo P.1101 V1 iniziò presso il Messerschmitt Bavarian Oberammergau Complex, con il primo volo previsto per il giugno 1945.

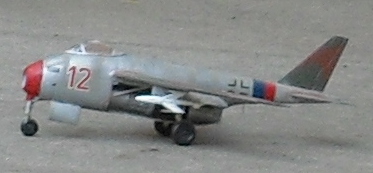
Vista laterale di un modello in scala del Me P.1101 (la livrea è di fantasia).

La situazione bellica della Germania precipitò rapidamente, ed il 29 aprile 1945 i soldati statunitensi scoprirono il complesso di Oberammergau, con al suo interno il prototipo V1 completato approssimativamente all'80%. Oltre all'aereo venne catturata anche molta documentazione tecnica e fu deciso di inviare il velivolo, insieme ad altre prede belliche, negli Stati Uniti. Il prototipo venne rimosso dal tunnel nel quale era stato nascosto, ed imbarcato su un carro ferroviario per essere trasportato in un porto in vista del successivo imbarco su nave. Durante il tragitto l'aereo rimase esposto agli agenti atmosferici e le parti lignee, come l'impenaggio di coda, rimasero danneggiate. Inoltre il velivolo venne fatto oggetto delle sgradite attenzioni di alcuni soldati americani in cerca di ricordi da portare a casa.

### Il primo dopoguerra
Dopo la fine della seconda guerra mondiale, il capo progettista della Messerschmitt Woldemar Voight emigrò negli Stati Uniti. Qui ritrovò il prototipo del P.1101, e coadiuvato dall'ingegnere Robert J. Woods della Bell Aircraft Corporation di Buffalo, venne incaricato di completarlo entro il giugno 1945. Purtroppo i due ingegneri non ci riuscirono a causa dei danni subiti dal velivolo, uniti alla mancanza di alcuni documenti fondamentali andati distrutti. In più ci fu il rifiuto delle autorità francesi a cedere la maggior parte dei rimanenti disegni in loro possesso, catturati prima dell'arrivo delle unità americane. Il prototipo venne spedito allo stabilimento della Bell Aircraft Corporation di Buffalo, nello stato di New York, nel 1948. Purtroppo il già danneggiato aereo accusò ulteriori danni alla cellula, considerati irreparabili, quando cadde da un vagone merci. Le autorità americane ordinarono all'ufficio tecnico della Bell di realizzarne una copia identica, usando tutti i disegni e gli elementi in suo possesso. In poco tempo l'ingegnere Robert J. Woods diede vita allo sperimentale Bell X-5, dotando di un dispositivo che permetteva di variare la freccia dell'ala in volo, a comando del pilota.  La cellula del P.1101 venne usata per attività sperimentali, che videro anche prove di compatibilità con il turbogetto Allison J35, e ciò che ne rimaneva fu distrutto nei primi anni cinquanta.

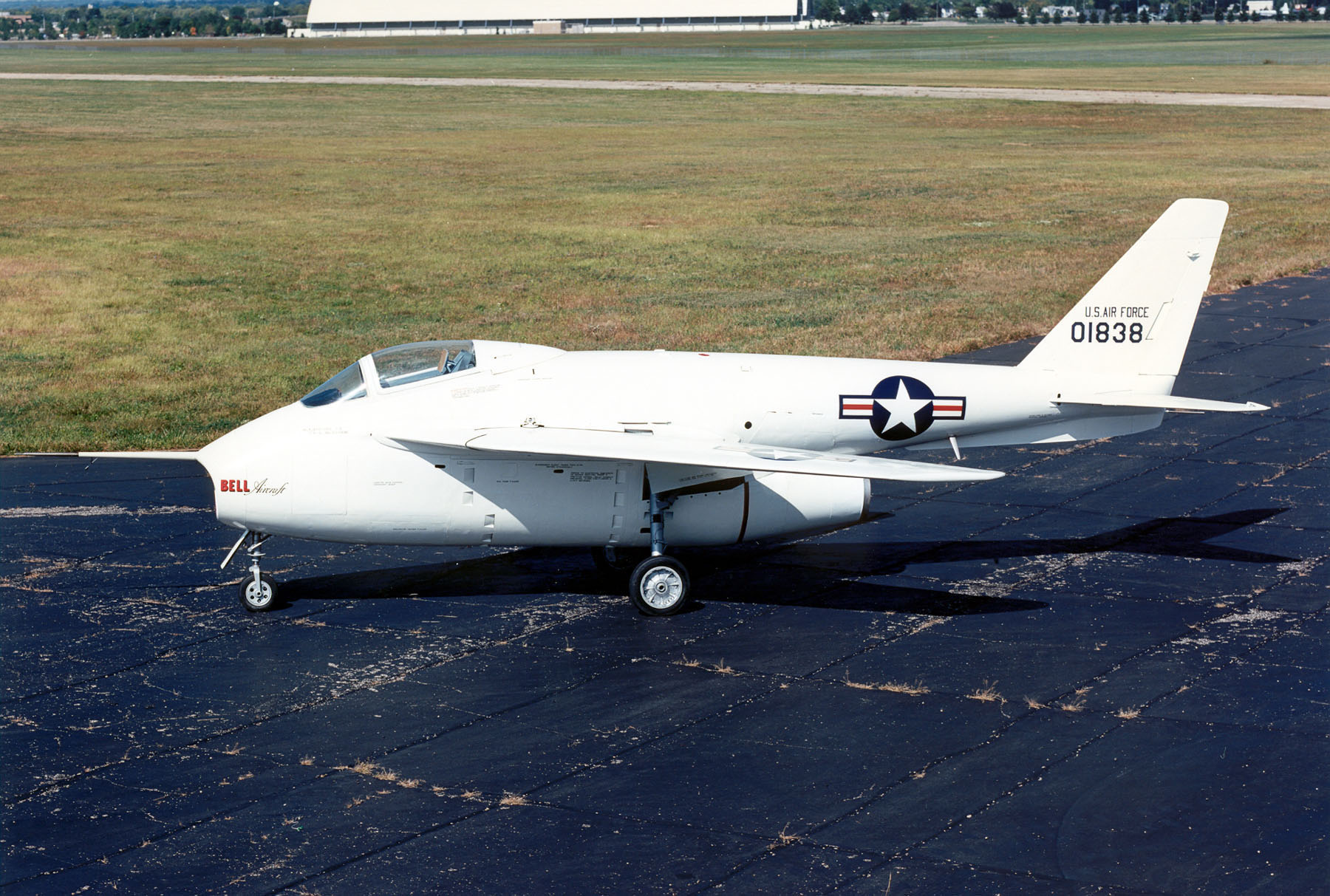
Vista laterale del Bell X-5: si noti la somiglianza tra i due velivoli.

## Versioni
- Me P.1101 primo disegno: prima configurazione del caccia, dotata di propulsore Heinkel-Hirth He S 011, disegnata dall'ingegnere Hans Hornung il 24 luglio 1944. Tale progetto prevedeva un velivolo dotato di apertura alare di 7,15 m, lunghezza di 6,85 m, armamento su due cannoni Rheinmetall-Borsig MK 108, impennaggi di coda a V, e corto muso rotondo.[11]
- Me P.1101 secondo disegno: seconda configurazione avente data del 30 agosto 1944,[6] dotata di apertura alare di 8,16 m, lunghezza 9,37 m, superficie alare 13,5 m², altezza 3,08 m, peso a vuoto 2 624 kg, massimo al decollo 4 050 kg, velocità massima 1 080 km/h a 7 000 m. Il velivolo aveva impennaggi di coda a V,[6]  muso appuntito e ali con freccia di 40 °.[11]
- Me P.1101 terzo disegno: disegno in scala 1:1 del prototipo di un caccia a reazione monoposto, con cui effettuare i test di collaudo della formula. Tale configurazione prevedeva un'apertura alare di 8,06 metri, una lunghezza di 8,98 m, impennaggi di coda convenzionali a croce, ed ala con angolo di freccia che poteva essere prefissato a terra. I voli di collaudo previsti prevedevano di effettuare il primo ciclo di voli con un angolo di freccia di 35°, per passare successivamente ai 45°. Il primo volo del prototipo doveva aver luogo nel mese di giugno del 1945.[11]
- Me P.1101 quarto progetto: configurazione finale di produzione, dotata di apertura alare di 8.25 m, lunghezza di 9,175 m, e peso a pieno carico di 1 250 kg.[11]
- Me P.1101 L: proposta di una versione dotata di uno statoreattore (ramjet) Lorin, al posto del turbogetto. Per favorire il decollo del velivolo vi erano otto piccoli motori a razzo sganciabili, posizionati sotto le ali. Questo disegno prevedeva una fusoliera molto più ampia per contenere il grande statoreattore, posizionato nella parte posteriore della cabina di pilotaggio, e impennaggio di coda con formula convenzionale.[11]
- Me P.1101/92: progetto di una versione cacciabombardiere biposto, di costruzione interamente metallica, bimotore, con due turbogetti Heinkel-Hirth He S 011, dotata di impennaggio di coda a V, ed armamento su un cannone anticarro Pak 40 da 75 mm. L'apertura alare era di 13,28 m e la lunghezza di 13,1 m.[12]
- Me P.1101/99: progetto di una versione cacciabombardiere biposto, di costruzione interamente metallica, quadrimotore, dotata di 4 turbogetti Heinkel-Hirth He S 011. L'impennaggio di coda era di tipo convenzionale, l'apertura alare prevista di 15,4 m, e lunghezza di 15,2 m. L'armamento, installato nella parte anteriore della fusoliera, si basava su un cannone controcarro PaK 40 da 75 mm e cinque cannoni MK 112 da 55 mm.[13]

## Utilizzatori
- Luftwaffe

 Stati Uniti
- United States Army Air Force

### Periodici
- Claudio Tatangelo, La prima geometria variabile, in Aeronautica & Difesa, Roma, Edizioni Monografiche s.r.l., febbraio 2009,  p. 12, ISSN 0394-820X.